# Домингес, Сесилио
Сесилио Андрес Домингес Руис (исп. Cecilio Andrés Domínguez Ruiz; род. 11 августа 1994, Асунсьон, Парагвай) — парагвайский футболист, нападающий клуба «Серро Портеньо».

## Клубная карьера
Домингес — воспитанник клуба «Соль де Америка». 20 ноября 2011 года в матче против «Гуарани» он дебютировал в парагвайской Примере. 18 декабря в поединке против «Серро Портеньо» Сесилио забил свой первый гол за «Соль де Америка». В 2014 году Домингес на правах аренды выступал за столичный «Насьональ», которому помог выйти в финал Кубка Либертадорес.
В 2015 году он перешёл в «Серро Портеньо». 31 января в матче против «Либертада» Домингес дебютировал за новый клуб. В этом же поединке Домингес забил свой первый гол за «Серро Портеньо». 11 февраля в матче Кубка Либертадорес против венесуэльского «Депортиво Тачира» Сесилио забил гол. В 2016 году в матчах Южноамериканского кубка Домингес забил шесть мячей в матчах против колумбийских «Санта-Фе», «Индепендьенте Медельин» и «Атлетико Насьональ» и стал лучшим бомбардиром турнира. 29 апреля в поединке Кубка Либертадорес против аргентинского «Бока Хуниорс» Сесилио забил гол. В том же году он стал лучшим бомбардиром чемпионата Парагвая.
В начале 2017 года Домингес перешёл в мексиканскую «Америку». 29 января в матче против «Веракрус» он дебютировал в мексиканской Примере. В этом же поединке Сесилио забил свой первый гол за «Америку».
В начале 2019 года Домингес перешёл в аргентинский «Индепендьенте».
24 августа 2020 года Домингес перешёл в будущий клуб MLS «Остин», начинающий выступления в сезоне 2021, став первым назначенным игроком в его истории. 1 сентября было объявлено, что оставшуюся часть года он проведёт в аренде в парагвайском «Гуарани». 17 апреля 2021 года он сыграл в дебютном матче «Остина» в MLS, в котором техасский клуб встретился с «Лос-Анджелесом». 24 апреля в матче против «Колорадо Рэпидз» он забил свои первые голы за «Остин», сделав дубль. В апреле 2022 года Домингес получил грин-карту и в MLS перестал считаться иностранным игроком. 8 апреля MLS отстранила Домингеса от матчей на время расследования возможного неправомерного поведения за пределами поля. 4 мая, после завершения расследования, лига сняла с него отстранение. 23 июля контракт Домингеса с «Остином» был расторгнут по обоюдному согласию сторон.
25 июля 2022 года Домингес подписал контракт с клубом чемпионата Мексики «Сантос Лагуна».

## Международная карьера
В начале 2013 года в Домингес стал серебряным призёром молодёжного чемпионата Южной Америки в Аргентине. На турнире он сыграл в матчах против команд Аргентины, Боливии, Перу, Эквадора, Уругвая и дважды против Колумбии и Чили. В поединке против аргентинцев Сесилио забил гол.
Летом того же года Домингес принял участие в молодёжном чемпионате мира в Турции. На турнире он сыграл в матчах против команд Мали, Мексики и Ирака.
10 октября 2014 года в товарищеском матче против сборной Северной Кореи Домингес дебютировал за сборную Парагвая.

## Достижения
Командные
- Чемпион Парагвая (1): Апертура 2015
- Чемпион Мексики (1): Апертура 2018
- Финалист Кубка Либертадорес (1): 2014
- Серебряный призёр Молодёжного чемпионата Южной Америки (1): 2013

Индивидуальные
- Лучший бомбардир чемпионата Примеры — Клаусура 2016 (14 голов)
- Лучший бомбардир Южноамериканского кубка — 2016 (6 голов)